# Terebiń
Terebiń (prononciation : [tɛˈrɛbiɲ]) est un village polonais de la gmina de Werbkowice dans le powiat de Hrubieszów de la voïvodie de Lublin dans l'est de la Pologne.
Il se situe à environ 4 kilomètres au sud-est de Werbkowice (siège de la gmina), 11 kilomètres au sud-ouest de Hrubieszów (siège du powiat) et 105 kilomètres au sud-est de Lublin (capitale de la voïvodie).

## Histoire
De 1975 à 1998, le village est attaché administrativement à la voïvodie de Zamość.

Depuis 1999, il fait partie de la voïvodie de Lublin.